# إيل جبل
إيل جبل (باللاتينية: Marcus Aurelius Antoninus Heliogabalus) (حوالي 203م - 11 آذار 222م) أو ماركوس أورليوس أنطونيوس هو إمبراطور روماني من أسرة سيفيروس، وحكم من 218م إلى 222م واسمه عند الولادة كان فاريوس أفيتوس باسينوس. هو سوري من ناحية والدته جوليا سوميا وقد قضى شبابه ككاهن أعظم لإله الشمس الحمصي إيل جبل وأبيه روماني هو سكتوس فاريوس مارسيليوس. وقد دعي باسم إيل جبل بعد فترة طويلة من وفاته.
بعد مقتل الإمبراطور كركلا استلم ماكرينوس الحكم، ولكن بفضل جدته جوليا ميزا وبدعم من الغرقة الثالثة المرابطة قرب مصياف تم تنصيب إيل جبل على العرش وله من العمر أربعة عشر عاما بعد هزيمة ماكرينوس في معركة إنطاكية 18 حزيران عام 218م. خلال حكمه أظهر إيل جبل أمورا اعتبرت بمثابة الإهانة للتقاليد الدينية والجنسية الرومانية، فقد تزوج خمس مرات واستبدل عبادة الإله جوبيتر بإله الشمس وأجبر العديد من القادة الرومان بعبادته. في عام 222م تم اغتياله مع والدته واستبداله بابن خالته ألكسندر سيفيروس.

## الصعود إلى السلطة

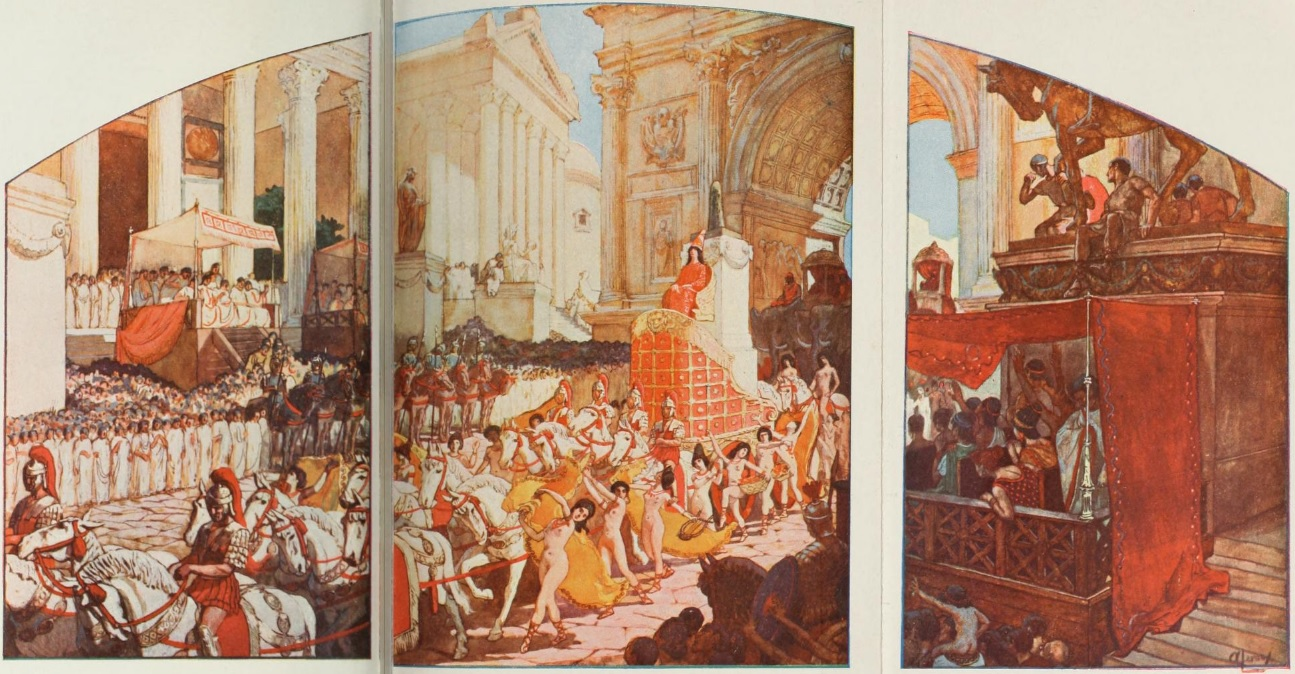
دخول أيل جبل إلى روما والحجارة المقدسة (البيتيلي) خلفه، كما رسمها أوغست ليرو في طبعة عام 1902 من رواية العذاب لجان لومبارد.

بحسب هيروديان، قمع الإمبراطور ماكرينوس -بعد وصوله إلى السلطة- التهديدات التي سببتها عائلة سلفه المقتول كركلا من خلال نفيهم -يوليا ميزا وابنتاها وحفيدها الأكبر إيل جبل- إلى ممتلكاتهم في إميسا (حمص) في سوريا. فور وصولها إلى سوريا، بدأت ميزا مؤامرة مع مستشارها ومعلم أيل جبل –يانيز- للإطاحة بماكرينوس ورفع أيل جبل البالغ من العمر أربعة عشر عامًا إلى العرش الإمبراطوري.
نشرت ميزا شائعة، أيدتها سؤامياس علنًا، مفادها أن أيل جبل كان الطفل غير الشرعي لكركلا، وبالتالي هو يستحق ولاء الجنود الرومان وأعضاء مجلس الشيوخ الذين أقسموا على الولاء لكركلا. أيّد هذا الادعاء جنود الفيلق الثالث في رافانا، الذين تمتعوا بامتيازات أكبر تحت قيادة كركلا واستاؤوا من ماكرينوس (وربما يكونون تأثروا أو قبلوا الرشوة من ميزا). عند شروق الشمس في 16 مايو عام 218، أعلن قائد الفيلق بوبليوس فاليريوس كومازون إيل جبل إمبراطورًا. ولتقوية شرعيته، اعتمد أيل جبل نفس الاسم الذي حمله كركلا كإمبراطور ماركوس أوريليوس أنطونينوس. يذكر كاسيوس ديو أن بعض الضباط حاولوا الحفاظ على ولاء الجنود لماكرينوس، لكنهم لم ينجحوا.
رد القائد البرايتوري أولبيوس يوليانوس على ذلك بمهاجمته الفيلق الثالث -على الأرجح- بناءً على أوامر ماكرينوس (قالت إحدى الروايات إنه تصرف بمفرده قبل أن يعلم ماكرينوس بالتمرد). يعتقد هيروديان أن ماكرينوس قلل من شأن تلك التهديدات، معتبرًا أن التمرد لا عاقبة له. أثناء القتال، قتل جنود يوليانوس ضباطهم وانضموا إلى قوات أيل جبل.
طلب ماكرينوس من مجلس الشيوخ عدم الاعتراف بأيل جبل باعتباره «أنطونينوس كاذب». امتثل المجلس لهذا الطلب معلنين الحرب على إيل جبل وعائلته. جعل ماكرينوس ابنه ديادومينيان إمبراطورًا، وحاول تأمين ولاء الفيلق الثاني بمدفوعات نقدية كبيرة. خلال مأدبة للاحتفال في أفاميا، قدم رسول إلى ماكرينوس الرأس المقطوع لقائده المهزوم يوليانوس. لذلك، تراجع ماكرينوس إلى أنطاكية، وبعد ذلك قام الفيلق الثاني بتحويل ولائه إلى أيل جبل.
هزمت فيالق أيل جبل -بقيادة يانيز- ماكرينوس وديادومينيان وحرسهم الإمبراطوري في معركة أنطاكية في 8 يونيو عام 218، إذ انتصروا بسبب انكسار صفوف جنود ماكرينوس بعد فراره من ساحة المعركة. فر ماكرينوس إلى إيطاليا، لكنه اعتُقِل بالقرب من خلقدون ليُعدَم في كبادوكيا. كذلك الأمر، اعتُقِل ديادومينيان وأُعدِم في زيوغما.
في ذلك الشهر، كتب أيل جبل إلى مجلس الشيوخ، حاملًا الألقاب الإمبراطورية دون انتظار موافقة مجلس الشيوخ على ذلك، وهو أمر مُنتهِك للتقاليد، لكنه ممارسة شائعة بين أباطرة القرن الثالث. أُرسِلَت رسائل مصالحة إلى روما للعفو عن مجلس الشيوخ والاعتراف بقوانينه، مع إدانة إدارة ماكرينوس ونجله.
رد أعضاء مجلس الشيوخ بالاعتراف بإيل جبل إمبراطورًا وبقبول ادعائه بأنه ابن كركلا. ألّه مجلس الشيوخ كركلا وجوليا دومنا، ورفع مرتبة كل من يوليا ميزا ويوليا سؤامياس إلى رتبة أوغسطاي، وشطب ذكرى ماكرينوس. (تؤكد القطع الأثرية الإمبراطورية لإيل جبل أنه الخلف المباشر لكركلا). كذلك، عُيِّن كومازون قائدًا للحرس الإمبراطوري.

## وصلات خارجية
- إيل جبل على موقع الموسوعة البريطانية (الإنجليزية)
- إيل جبل على موقع ميوزك برينز (الإنجليزية)
- إيل جبل على موقع إن إن دي بي (الإنجليزية)